# Сибелиус (академия)
Академия „Сибелиус“ (на фински: Sibelius-Akatemia) е висше училище за изучаване на музика в Хелзинки, Финландия.
Наименувано е на финландския композитор Жан Сибелиус. Със своите 1700 студенти академията е сред най-големите музикални висши училища в Европа.

## Значение
Ролята на академията във финландската музикална култура е значителна. Няма други висши музикални училища в страната, поради което и не съществува конкуренция. Академията обучава музиканти, които придобиват световна известност и печелят много конкурси, равнявайки се с Кралската музикална академия в Лондон, Московската консерватория и Института „Къртис“ във Филаделфия, САЩ.

## Известни възпитаници
- Линда Брава, цигулар
- Осмо Ванска, диригент на Оркестъра на Минесота
- Магнус Линдберг, композитор
- Елина Мустонен, клавесинистка
- Саша Мякиля, диригент
- Мати Салминен, певец (бас)
- Еса-Пекка Салонен, диригент на лондонския оркестър „Филхармония“
- Юка-Пекка Сарасте, диригент на Симфоничния оркестър на Торонто
- Таря Турунен, певица (сопран), бивша вокалистка на Nightwish
- Туомас Холопайнен, пианист и композитор в „Найтуиш“